# Sint-Walburgakerk (Brugge)

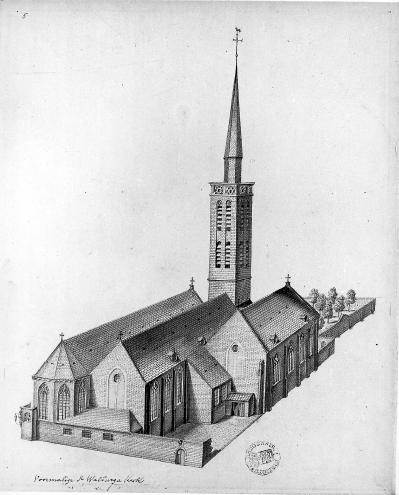
De voormalige Sint-Walburgakerk

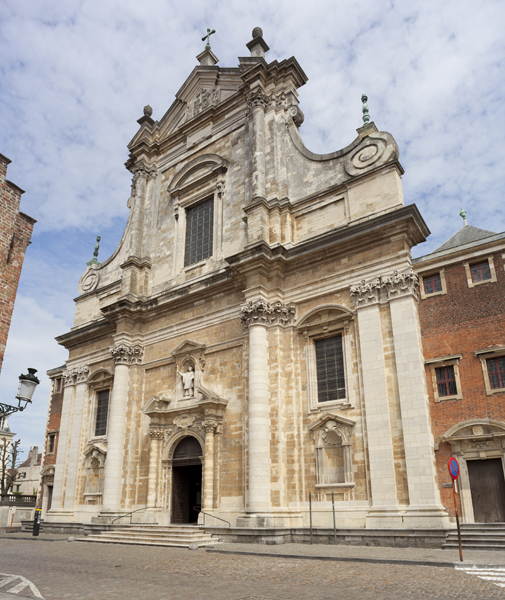
Voorgevel van de Sint-Walburgakerk

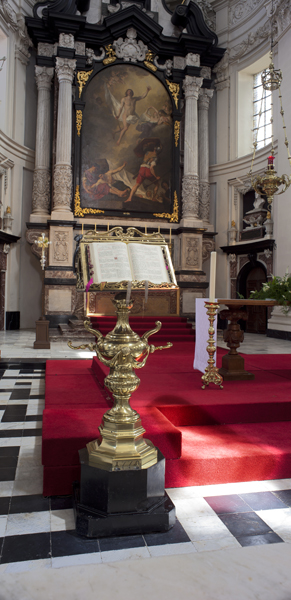
Het hoofdaltaar van de Sint-Walburgakerk

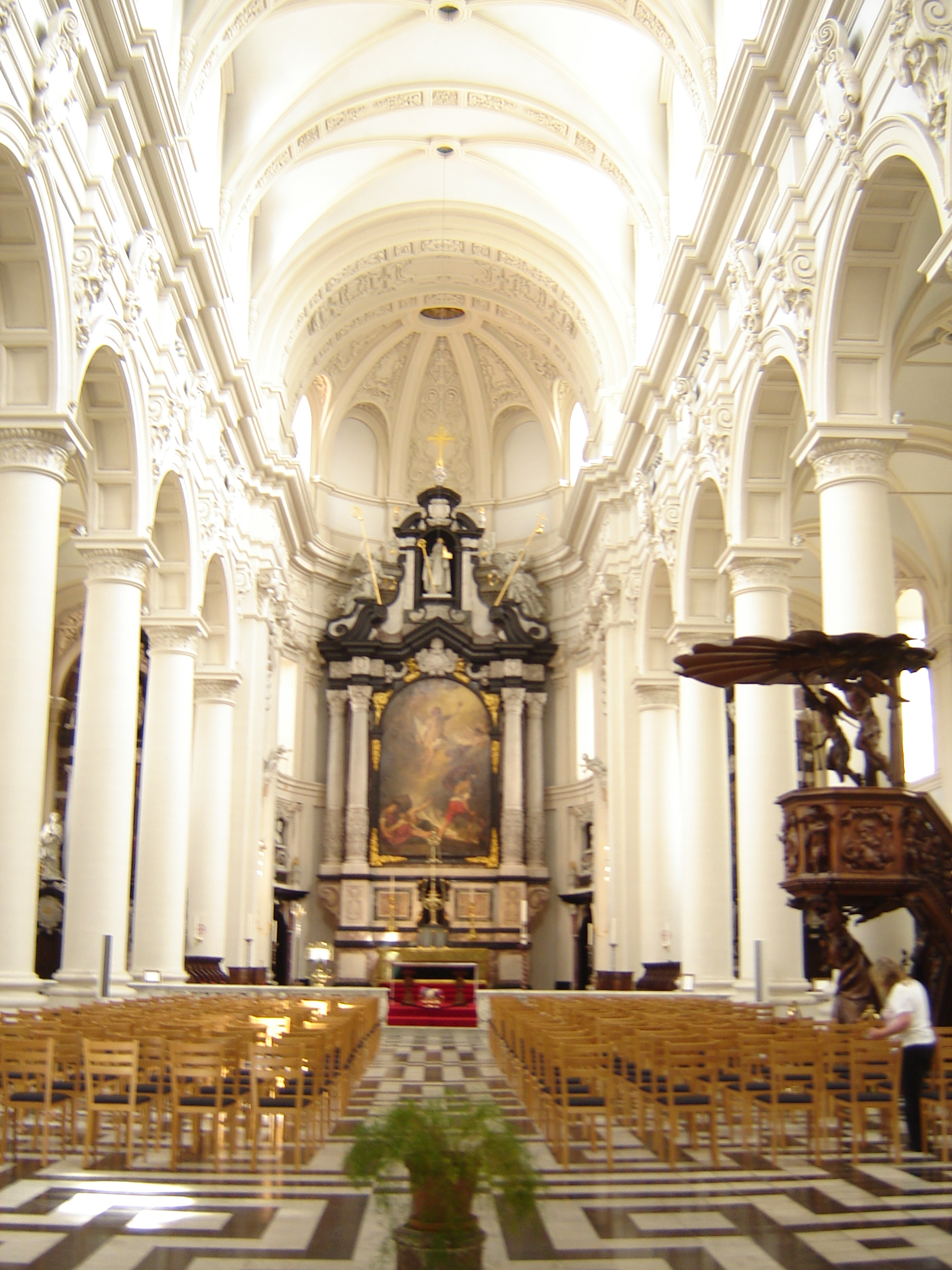
Het interieur van de Sint-Walburgakerk

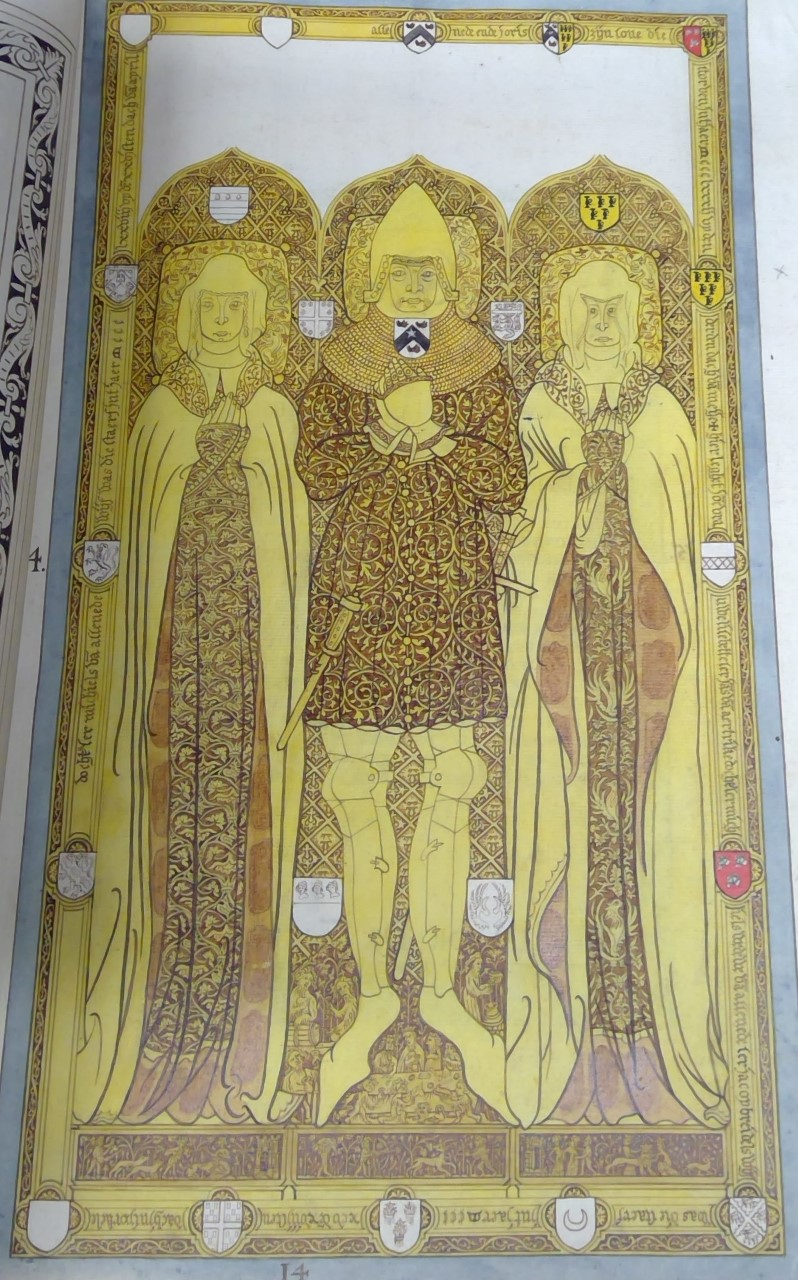
Fragment van een grafschriftenverzameling van de Sint-Walburgakerk die werd aangelegd door kerkmeester Jan van Steelant. Op het papier staat de familie van Assenede afgebeeld. Bewaard in de Openbare Bibliotheek Brugge.

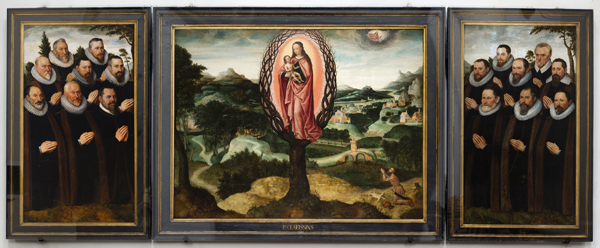
Pieter Claeissins de Jonge, Het Mirakel van Gedeon.

De Sint-Walburgakerk is een barokkerk aan het Sint-Maartensplein in Brugge. De voormalige jezuïetenkerk heeft van 1778  tot 2014 als kerk van de Sint-Walburgaparochie gefungeerd. Ze is in gebruik voor religieuze en culturele evenementen. 

## De eerste Sint-Walburgakerk
Op de hoek van de huidige Riddersstraat en de noordkant van de Sint-Walburgastraat stond een grafelijke kapel. Die kapel werd volgens de legende door de Heilige Walburga gesticht in 745, terwijl ze op weg was, samen met de Heilige Bonifacius, van Wessex naar Thüringen.
In 1239 werd de Sint-Walbugaparochie opgericht en werd de kapel tot parochiekerk verheven. Een kerktoren werd gebouwd. In de vijftiende eeuw werd de kapel aanzienlijk uitgebreid tot een driebeukige kerk. 
In 1781 werd de oude Sint-Walburgakerk afgebroken. Ze was toen al sinds 1778 vervangen als parochiekerk door de voormalige jezuïetenkerk.

## De Franciscus-Xaveriuskerk
In de periode 1619-1643 werd de huidige kerk gebouwd naar het ontwerp van de Brugse jezuïetenbroeder Pieter Huyssens (1577-1637). Zijn vader was meester-metselaar en Huyssens werd zelf als meester opgenomen in het metselaarsgild, vooraleer hij in 1596 intrad bij de jezuïeten.
Na aan de bouw van jezuïetenkerken te hebben meegewerkt in Maastricht, Antwerpen (Sint-Carolus Borromeuskerk), Brussel (collegekerk), Mechelen (Begijnhofkerk), kreeg hij in 1618 de opdracht een kerk te bouwen in Brugge, ten behoeve van de jezuïetencommunauteit en het er aan verbonden college. De kerk werd in 1642 ingewijd.
De kerk werd toegewijd aan een van de eerste jezuiëtenheiligen, Franciscus Xaverius, en deed dienst tot aan de afschaffing van de jezuïetenorde in 1773. De kerk ging dicht en werd in 1778 opnieuw geopend, ditmaal als parochiekerk voor de Sint-Walburgaparochie. Ze werd aan de heilige Walburga toegewijd.
Er werden nog verbeteringen aangebracht, maar de toren die voorzien was, naar model van de Carolus Borromeuskerk in Antwerpen, werd nooit afgemaakt, wegens geldgebrek.

## Opnieuw Sint-Walburgakerk
De kerk had nauwelijks enkele jaren de tijd om als parochiekerk te fungeren. Ze werd in 1794 gesloten, zoals alle kerkgebouwen door de Franse revolutionairen, die vanaf juni 1794 Brugge bestuurden. De kerk ontsnapte aan het risico om als nationaal goed te worden verkocht en eventueel gesloopt, omdat de machthebbers de kerk bestemden als Temple de la Déesse Raison en als Tempel van de Wet.
Na het afsluiten van het Concordaat in 1802 werd de kerk aan de eredienst teruggeschonken. Ze verving de Sint-Donaaskathedraal die vernield was en was voortaan de 'Sint-Donaaskerk', wat ze bleef totdat het bisdom Brugge opnieuw werd opgericht in 1834 en de Sint-Salvatorskerk de nieuwe kathedraal werd onder de naam van Sint-Salvators en Sint-Donaaskathedraal. De kerk bediende verder de Sint-Walburgaparochie onder de oorspronkelijke naam.
De kerk werd onder meer de zetel van het Werk der Patriotten, dat activiteiten organiseerde (onder meer de Octaaf der Patriotten) ter nagedachtenis van de gesneuvelden tijdens de Brabantse Omwenteling en later van alle oorlogsslachtoffers.
De kerk onderging verschillende restauratiecampagnes. In 1939 werd ze als monument beschermd. 

## Guido Gezelle
Guido Gezelle woonde van 1865 tot 1872 in de Korte Riddersstraat en langs de Verversdijk. Hij was in die jaren onderpastoor van de Sint-Walburgaparochie. Tijdens die periode stichtte hij 't Jaer 30 en Rond den Heerd. Hij schreef ook talrijke kiespamfletten ten gunste van kandidaten voor de katholieke partij.

## Meubilair
Het grootste deel van de inwendige aankleding en meubilair dateert uit de zeventiende en de achttiende eeuw. Ze verleent aan de kerk een uitgesproken baroksfeer, in overeenstemming met de architectuur van het gebouw.

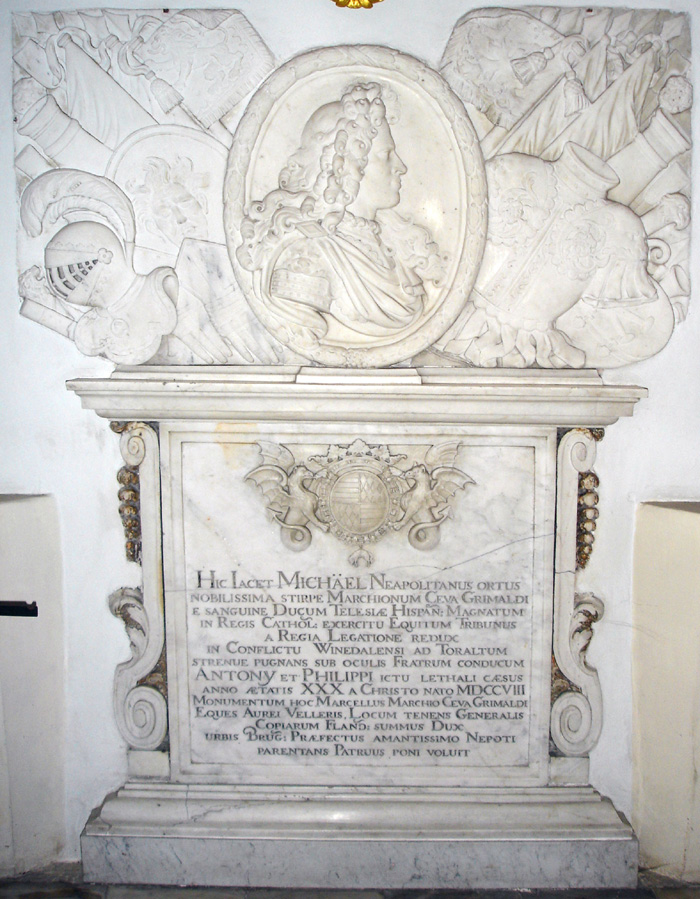
Epitaaf de Ceva-Grimaldi

- Het marmeren hoogaltaar, daterende uit 1643, werd gemaakt door Pieter Verbruggen en Jacob Cockx.
- Het schilderij boven het hoofdaltaar, de Verrijzenis van Christus, is in 1783 geschilderd door Joseph Suvée.
- De nevenaltaren, gewijd aan Onze-Lieve-Vrouw en aan Sint-Rochus werden in marmer gebeeldhouwd door Pieter Verbruggen.
- De witmarmeren communiebank dateert uit 1695 en werd gemaakt door de Antwerpse beeldhouwer Hendrik Frans Verbruggen. Deze communiebank werd door Valentin Vermeersch geroemd als de mooiste in het kerkelijk patrimonium van Brugge. Hij beslaat de hele breedte van de kerk (24 m) en telt tien medaillons die symbolen van de eucharistie en heiligen van de jezuïetenorde vertonen.
- De eikenhouten preekstoel uit 1667-1670 is het werk van Artus Quellinus de Jonge. Hij wordt algemeen als de mooiste onder de Brugse preekstoelen beoordeeld.
- De biechtstoelen dateren uit 1802. Het oksaal en het ingangsportaal dateren uit 1834, uitgevoerd naar een ouder model.
- Het orgel in 1735 gebouwd, was een schenking van de Bruggeling Paul de Cock en was het laatste werk van Cornelius Cacheux. Hij kon het werk niet afmaken en de afwerking werd gerealiseerd door de Rijselse orgelmakers Frémat en Carlier. Het orgel was bestemd voor de vroegere Sint-Walburgakerk en werd in 1778 naar de nieuwe parochiekerk overgebracht. Het houten oksaal dateert uit 1763.
- Een epitaaf in witte marmer herinnert aan Michele de Ceva Grimaldi, gesneuveld tijdens de Slag bij Wijnendale in 1708.
- De kerk hangt vol met schilderijen uit verschillende eeuwen, waaronder enkele belangrijke panelen en doeken:
  - Pieter Claeissins de Jonge, Mirakel van Gedeon; over de Broederschap van Onze-Lieve-Vrouw van den drogen boom  (zeventiende eeuw).
  - Jan Garemijn, Aanbidding van het Heilig Sacrament (achttiende eeuw).
  - Joseph Odevaere, Lodewijk XVIII bezoekt de Sint-Walburgakerk (1812).
- De doopvont in marmer dateert uit de zestiende eeuw.
- De vier klokken (Laurentius, Martinus, Michaël, Paulus) dateren uit 1576.

## Recente evolutie
Vanaf de jaren 1960 werd de kerk ook gebruikt als concertzaal, onder meer voor het Festival van Vlaanderen van oude muziek. Vanaf 2012 werden er geen wekelijkse erediensten meer in gehouden, maar als kerk voor uitvaarten en voor huwelijken bleef ze zeer in trek. Ook  academische openings- en slotplechtigheden voor het Europacollege gingen in de kerk door.
In 2014 werd de parochie Sint-Walburga in principe afgeschaft en gevoegd bij de Sint-Gillisparochie. Nochtans werd op het bisschoppelijk decreet van 10 augustus 2015 tot oprichting van de pastorale eenheid Sint-Donatianus, de Sint-Walburgaparochie als een van de samenstellende onderdelen van deze federatie vernoemd, waardoor de kerk een religieus gebouw blijft, met als belangrijkste functies: 
- huwelijks- en doopplechtigheden, uitvaarten en andere kerkelijke diensten,
- culturele activiteiten
- dagelijkse openstelling als museum

## Illustraties

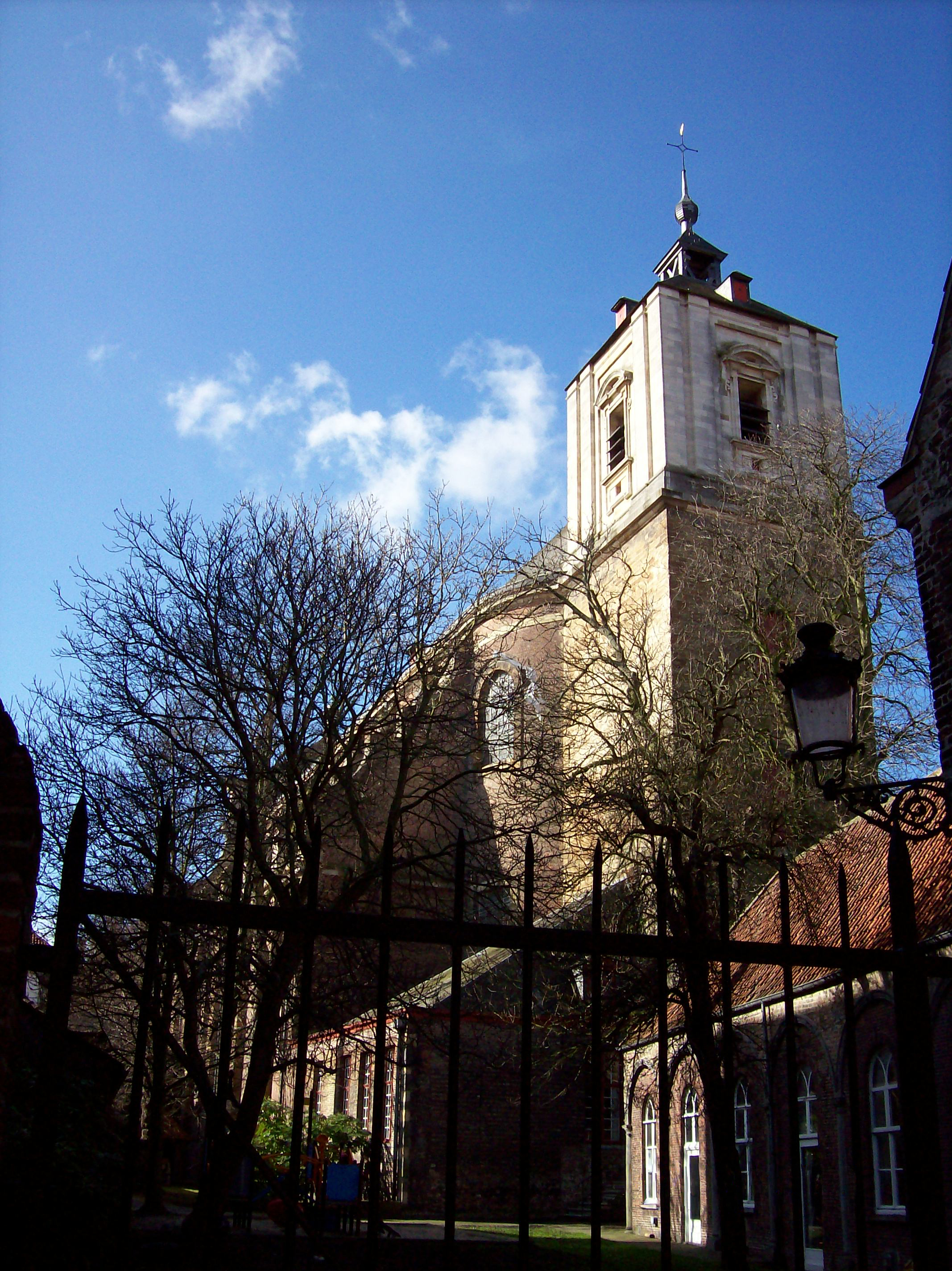
De toren
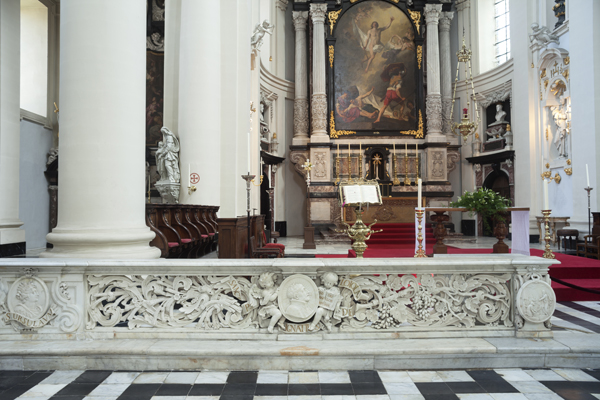
Deel van de marmeren communiebank
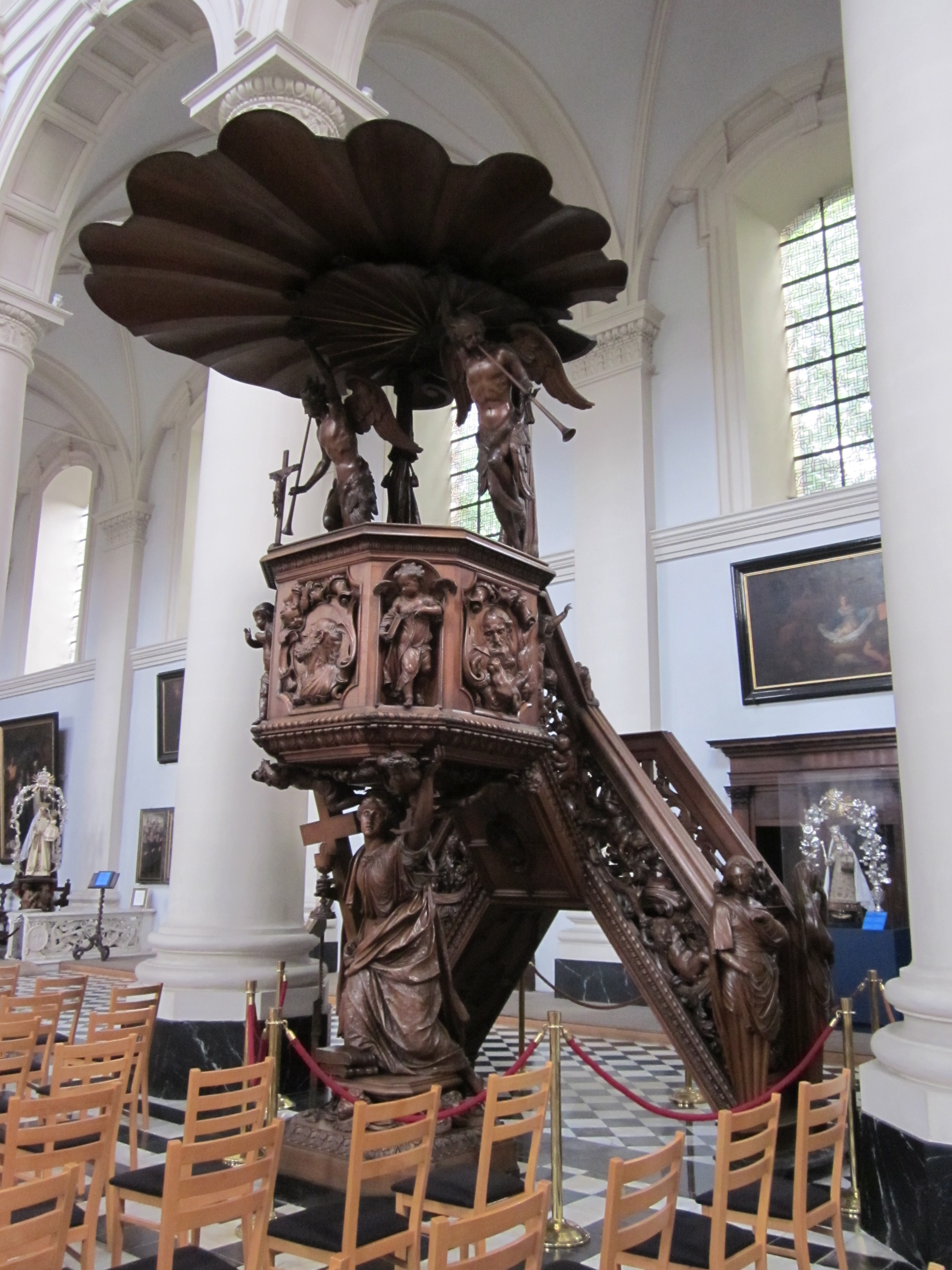
De preekstoel
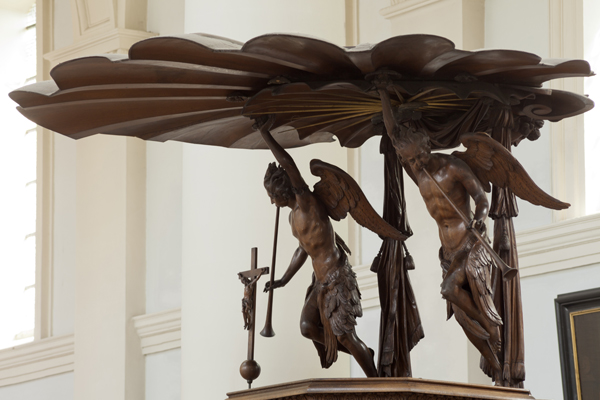
Bovenste gedeelte van de preekstoel
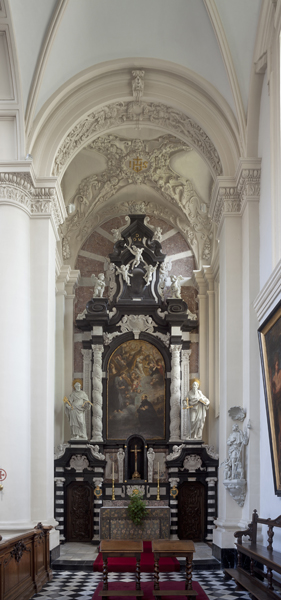
Het rechter zijaltaar
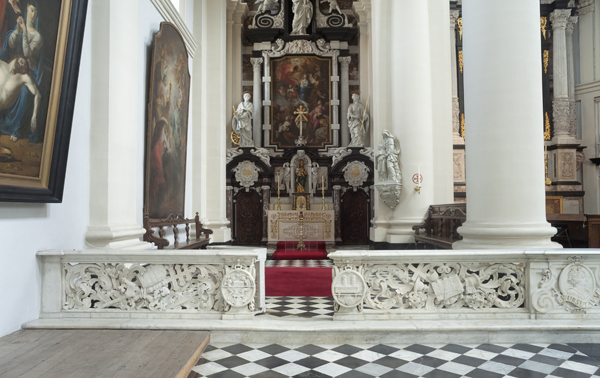
Het linker zijaltaar met vooraan een gedeelte van de marmeren communiebank
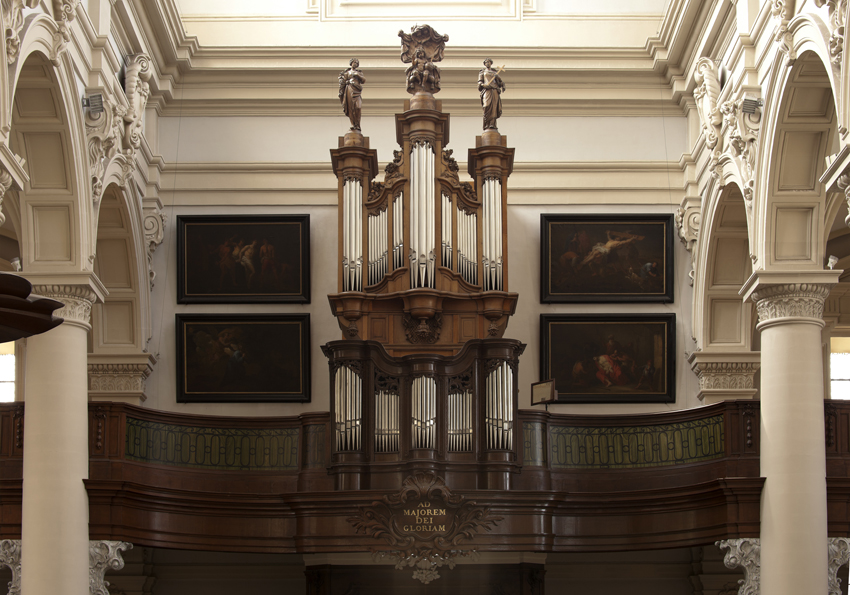
Het Cacheuxorgel
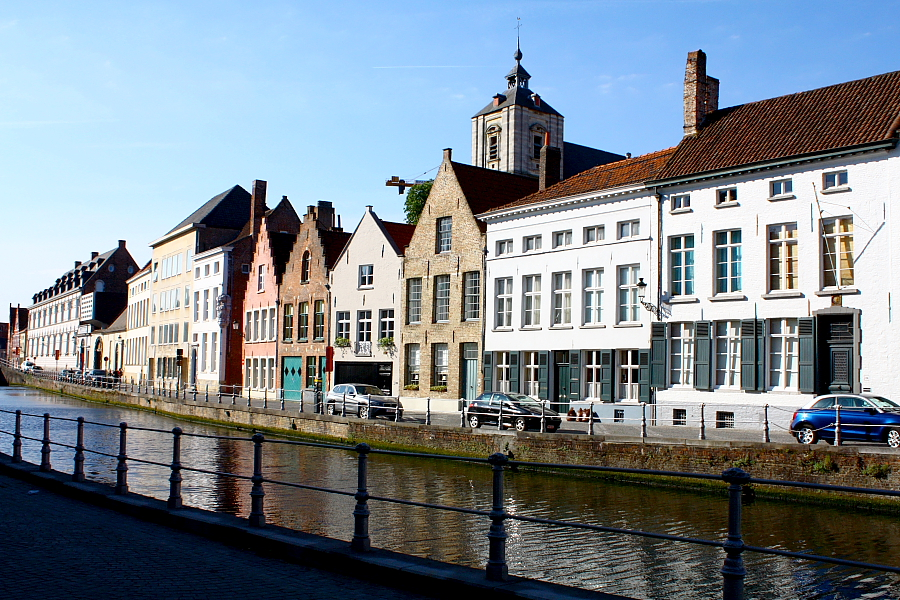
De toren van Sint-Walburgakerk, boven de huizen langs de Verversdijk